# Lera Lynn
Pour les articles homonymes, voir Lynn.
Lera Lynn (née le 5 décembre 1984 à Houston) est une auteur-compositeur-interprète et actrice américaine.

## Biographie
Née à Houston, Lera Lynn a grandi dans l'état de Géorgie. Elle a un baccalauréat universitaire en anthropologie de l'Université de Géorgie.
Elle commence sa carrière musicale en 2011 et se fait connaître en 2015 pour sa collaboration avec T-Bone Burnett et Rosanne Cash pour la musique de la saison 2 de True Detective. Elle apparaît de manière récurrente dans les épisodes de la saison comme chanteuse dans le bar fréquenté par les personnages principaux.

## Discographie
- Have You Met Lera Lynn (2011)
- Lying in the Sun (2014)
- The Avenues (2014)
- True Detective: Music From the HBO Series Soundtrack (2015)
- Resistor (2016)
- Plays Well With Others (2018)
- On My Own (2020)
- Something More Than Love (2022)